# David Marshall Grant
David Marshall Grant (Westport (Connecticut), 21 juni 1955) is een Amerikaans acteur, filmproducent en scenarioschrijver.

## Biografie
Grant heeft gestudeerd aan de Yale School of Drama in New Haven (Connecticut).
Grant begon met acteren in het theater, hij maakte in 1979 zijn debuut op Broadway in het toneelstuk Bent. Hierna heeft hij nog viermaal opgetreden op Broadway. In 1981 met het toneelstuk The Survivor, in 1993 met het toneelstuk Angels in America: Millennium Approaches, in 1993 met het toneelstuk Angels in America: Perestrojka en in 1997 met het toneelstuk The Three Sisters.
Grant begon in 1979 met acteren voor televisie in de film French Postcards. Hierna heeft hij nog meerdere rollen gespeeld in films en televisieseries zoals Air America (1990), Thirtysomething (1989-1990), Forever Young (1992), The Rock (1996), The Stepford Wives (2004) en The Devil Wears Prada (2006).

## Filmografie

### Films
Uitgezonderd korte films.
- 2022 Spoiler Alert - als Tony
- 2006 The Devil Wears Prada – als Richard Sachs
- 2004 The Stepford Wives – als Jerry Harmon
- 2002 People I Know – als Tom Silverton
- 2000 Noriega: God's Favorite – als drugsdealer
- 1998 Remembering Sex – als Michael
- 1998 Labor of Love – als Mickey Wister
- 1997 Night Sins – als pastoor Tom McCoy
- 1996 The Chamber – als gouverneur David McAllister
- 1996 The Rock – als Hayden Sinclair
- 1996 A Season in Purgatory – als Jerry Bradley
- 1995 Three Wishes – als Phil
- 1993 And the Band Played On – als Dennis Seeley
- 1992 Through the Eyes of a Killer – als Max Campbell
- 1992 Forever Young – als Wilcox
- 1992 Citizen Cohn – als Robert F. Kennedy
- 1992 What She Doesn't Know – als Brad
- 1991 Strictly Business – als David
- 1990 Air America – als Rob Diehl
- 1989 Breaking Point – als Osterman
- 1988 Bat*21 – als Ross Carver
- 1987 The Big Town – als Sonny Binkley
- 1986 Dallas: The Early Years – als Willard Barnes
- 1985 American Flyers – als David
- 1984 Jessie – als Billy Harding
- 1983 Sessions – als Josh
- 1983 Legs – als Sid
- 1982 The End of August – als Robert
- 1981 Kent State – als Tom
- 1980 Happy Birthday, Gemini – als Randy Hastings
- 1979 French Postcards – als Alex

### Televisieseries
Uitgezonderd eenmalige gastrollen.
- 2024 Death and Other Details - als Lawrence - 8 afl.
- 2005 Alias – als Ivan Curtis – 2 afl.
- 1998 Nothing Scared – als pastoor Briggs – 2 afl.
- 1997 Law & Order – als Charlie Harmon – 2 afl.
- 1989 – 1990 Thirtysomething – als Russell Weller – 4 afl.

### Filmproducent
- 2018 - 2023 A Million Little Thing - televisieserie - 86 afl.
- 2017 Untitled Jenny Lumet Project - film
- 2015 - 2017 Code Black - televisieserie - 30 afl.
- 2014 Only Human - film
- 2014 The Lang Quartet - film
- 2014 Looking - televisieserie
- 2013 Nashville - televisieserie - 1 afl.
- 2013 Blink - film
- 2012 Smash – televisieserie – 14 afl.
- 2007 – 2011 Brothers & Sisters – televisieserie – 81 afl.

### Scenarioschrijver
- 2022 Spoiler Alert - film
- 2018 - 2022 A Million Little Thing - televisieserie - 11 afl.
- 2015 - 2018 Code Black - televisieserie - 8 afl.
- 2017 Untitled Jenny Lumet Project - film
- 2014 Only Human - film
- 2014 The Lang Quartet - film
- 2013 Nashville - televisieserie - 2 afl.
- 2012 Smash – televisieserie – 2 afl.
- 2006 – 2011 Brothers & Sisters – televisieserie – 22 afl.
- 2001 Jenifer – film
- 1994 Letzter Tanz – film

- Biblioteca Nacional de España: XX1341397
- Bibliothèque nationale de France: cb14024742z (data)
- Gemeinsame Normdatei: 1061985105
- International Standard Name Identifier: 0000 0001 1438 3370
- Library of Congress Control Number: no99071116
- Nationale Bibliotheek van Israël: 987007374559705171
- Nationale Bibliotheek van Polen: a0000001717055
- Virtual International Authority File: 14971619
- WorldCat: E39PBJhd97vBgFm4wfyQbVfH4q